# Comunes de Luxemburg

Les 100 comunes de Luxemburg

Les comunes de Luxemburg (luxemburguès Gemengen, francès communes) són la divisió administrativa més elemental de Luxemburg. Formen unitats administratives locals de nivell 2.
Dins de la jerarquia de les subdivisions administratives, les comunes venen directament sota dels cantons, que venen (per la seva banda), directament sota els districtes. Les comunes s'han reorganitzat sovint, fusionat o dividit segons les exigències dels canvis demogràfics. A diferència dels cantons, que han romàs inalterats des de la seva creació, la identitat de les comunes no està arrelada en la geografia nacional. No obstant això, els cantons s'han creat amb finalitats cerimonials, administratives i estadístiques, però no proporcionen els serveis del govern local, que són totes fetes per les comunes.
El sistema va ser adoptat per primera vegada quan Luxemburg va ser annexat al departament francès dels Forêts el 1795. Tot i passar a la propietat dels Països Baixos, el sistema de comunes es va mantenir fins a la independència el 1839, després de les quals van ser consagrats en la legislació de Luxemburg (el 1843). Atès que Luxemburg tenia una mica de sobirania poc abans d'haver rebut la independència, i també va incloure la província de Luxemburg belga, aquest article només inclou el sistema de comunes, des de 1839 fins a l'actualitat.

## Poders de les comunes
Els municipis no tenen cap poder legislatiu o control sobre els assumptes relacionats amb l'interès nacional, que depenen únicament de la Cambra de Diputats de Luxemburg. No obstant això, els municipis tenen àmplies facultats. Estan obligats per llei a proporcionar educació pública, mantenir la xarxa de carreteres locals, mantenir la salut pública bàsica, i proveir seguretat social. Les comunes també tenen poders discrecionals (descrites com a missions morals: els deures morals) en l'àmbit de la prestació de d'aigua, gas i electricitat, atenció de la salut integral (inclòs el manteniment d'hospitals i clíniques), la planificació de l'ús de la terra, la cultura i l'esport, i la prestació de l'atenció als ancians.

## Comunes actuals
El 2023 hi ha 100 comunes a Luxemburg. Vegeu també Llista de comunes de Luxemburg

## Antigues comunes
Hi ha quaranta-quatre antigues comunes a Luxemburg, que han estat fusionades a les que existeixen avui en dia. Els quaranta-quatre municipis desapareguts (amb anys d'existència entre parèntesis) són:
| Arsdorf (1839–1979)             | Eich (1839–1921)         | Hobscheid (1839-2012)  | Oberwampach (1839–1978)    |
| Asselborn (1839–1978)           | Ermsdorf (1839–2012)     | Hollerich (1839–1921)  | Perlé (1839–1979)          |
| Bascharage (1839-2012)          | Eschweiler (1839-2015)   | Hoscheid (1839-2012)   | Rodenbourg (1839–1979)     |
| Bastendorf (1839–2006)          | Folschette (1839–1979)   | Hosingen (1839-2012)   | Rollingergrund (1850–1921) |
| Bigonville (1839–1979)          | Fouhren (1839–2006)      | Kautenbach (1839–2006) | Rosport (1839-2018)        |
| Boevange (1839–1978)            | Grosbous (1839-2023)     | Mecher (1839–1979)     | Septfontaines (1839-2018)  |
| Boevange-sur-Attert (1839-2018) | Hachiville (1839–1978)   | Medernach (1839-2012)  | Tuntange (1839-2018)       |
| Bous (1839-2023)                | Hamm (1874–1921)         | Mompach (1839-2018)    | Wahl (1839-2023)           |
| Burmerange (1839-2012)          | Harlange (1839–1979)     | Munshausen (1839-2012) | Waldbredimus (1839-2023)   |
| Clemency (1839-2012)            | Heiderscheid (1839-2012) | Neunhausen (1839-2012) | Wellenstein (1839-2012)    |
| Consthum (1839-2012)            | Heinerscheid (1839-2012) | Oberpallen (1839–1846) | Wilwerwiltz (1839–2006)    |

## Evolució de les comunes

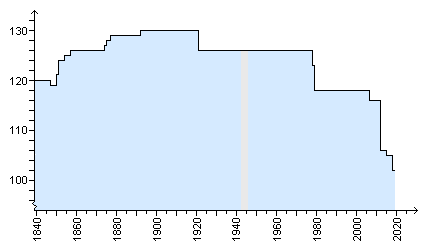
El nombre de comunes ha augmentat i disminuït al llarg del temps

El sistema de comunes va ser creat durant l'ocupació francesa per tal de reflectir el sistema emprat en la resta de la República Francesa. El sistema de comunes van ser revisats el 1823, però el sistema es va mantenir fins a la independència, que es va concedir el 1839 pel Tractat de Londres. La llei que regula la seva creació i organització data del 24 de febrer de 1843, que més tard va ser consagrada en la Constitució de Luxemburg, promulgada el 17 d'octubre de 1868.
Després de la independència, hi havia 120 comunes. Una cadena d'escissions i particions entre 1849 i 1891 va fer augmentar aquest nombre a 130. La majoria d'aquestes van ser posades en marxa pel creixement demogràfic asimètric, com el creixement demogràfic al sud va provocar un desequilibri. Algunes de les comunes que van néixer en aquesta etapa foren Rumelange, Schifflange, i Walferdange. A la zona que ara és anomenat Nordstad, Erpeldange i Schieren foren separades d'Ettelbruck.
No obstant això, des del final de la Primera Guerra Mundial, en què Luxemburg va ser ocupat per l'Imperi Alemany, el nombre de municipis ha disminuït. El 1920, la ciutat de Luxemburg es va ampliar considerablement amb l'annexió de quatre comunes dels voltants. Una altra onada de fusions va tenir lloc el 1970, quan les comunes escassament poblades del nord i oest del país es van unir per formar Lac de la Haute-Sûre, Rambrouch i Wincrange. En 2006 foren creades Kiischpelt i Tandel a partir de quatre comunes més petites, reduint encara més el nombre de municipis al 116.

## Ciutats

Ciutats de Luxemburg

Dotze comunes de Luxemburg tenen l'estatut de ciutat:
- Diekirch
- Differdange
- Dudelange
- Echternach
- Esch-sur-Alzette
- Ettelbruck
- Grevenmacher
- Luxemburg
- Remich
- Rumelange
- Vianden
- Wiltz